# عثمان باري
الحاج عثمان باري (بالفرنسية: Ousmane Barry) المعروف بـ عثمان باتو لاعب كرة قدم غيني دولي في خط الهجوم في نادي البكيرية ولعب سابقاً في منتخب غينيا.
احترف سابقاً في تونس وإستونيا واليونان والمجر والسعودية في أندية الحزم والعروبة وأبها والبكيرية والوحدة والأخدود ونادي النجمة ونادي العلا.

## روابط خارجية
- عثمان باري على موقع اتحاد إستونيا (الإنجليزية)
- عثمان باري على موقع قاعدة بيانات كرة القدم.إي يو (الإنجليزية)
- عثمان باري على موقع ناشيونال فوتبول تيمز (الإنجليزية)
- عثمان باري على موقع Soccerway.com (الإنجليزية)